# Лужское старое еврейское кладбище
Лужское старое еврейское кладбище находится в городе Луга Ленинградской области в районе Луговой улицы. Основано в 1860 году.

## История
В начале 1850-х годов началось строительство Петербургско-Варшавской железной дороги. Примерно с этого времени в Луге начали селиться евреи и появилась еврейская община. Синагога была построена в 1871 году, но своего казённого раввина не было — он приезжал в определённые дни из Петербурга. В 1897 году в Луге проживало 382 еврея, а к 1939 году — 554. К началу Великой Отечественной войны в Луге оставалось около 600 граждан еврейской национальности. В начале немецкой оккупации все они были уничтожены.
Первое еврейское кладбище возникло уже в 1860 году, но в начале 1890-х это место было отдано под нужды военного ведомства (для казарм расквартированной в Луге 24-й артиллерийской бригады), а для еврейского кладбища был выделен новый участок. На кладбище сохранились исторические памятники с надписями на «лошн койдеш» — древнееврейском языке. Имеются и более поздние захоронения с надписями на русском, или на обоих языках. Наиболее поздние из сохранившихся захоронений относятся к концу 1980-х годов.
В постсоветское время кладбище было заброшено и вновь обнаружено в 2023 году супругами Софией и Менахемом Йеошуа Паперно. Они провели первичное исследование в архивах, фотографирование захоронений, передали материалы проекту по оцифровке еврейских кладбищ, и в настоящее время списки похороненных на кладбище людей, планы участков и фотографии надгробий доступны для поиска на сайте проекта.